# ブランブル・ケイ

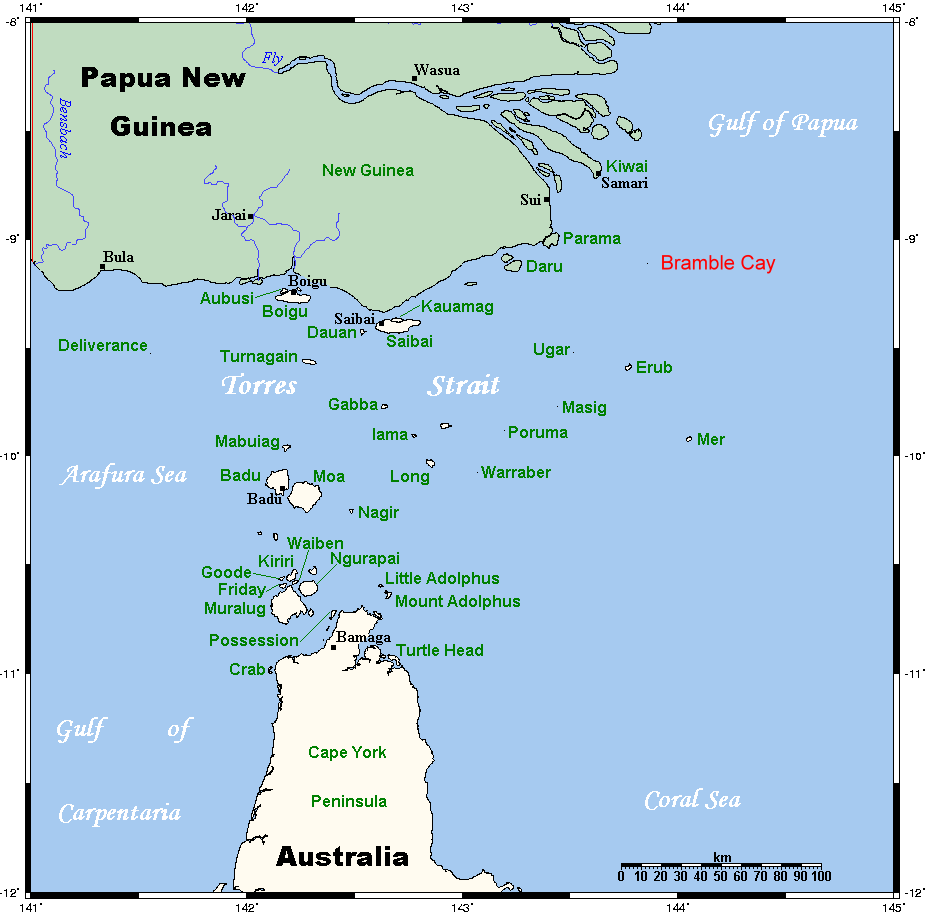
位置

ブランブル・ケイはトレス海峡諸島の島のひとつ。
トレス海峡諸島の北東の端にあり、グレート・バリア・リーフの北端にあたる。オーストラリアのクイーンズランド州シャイア・オブ・トレスに属し、オーストラリア最北の場所である。もっとも近い島はアンダーダウン島で約40km南にあり、パプアニューギニアのパラマ島は48km西北西に、西部州の州都ダルは約70km西にある。
面積0.0362km2（0.0140平方マイル）、長さ0.251 km (0.156 mi)、幅0.104 km (0.0646 mi)。
1924年に最初の灯台が立てられたが1954年に取り壊され、1987年1月6日に現在の灯台が完成している。
ブランブル・ケイはアオウミガメの繁殖地となっている。また、ブランブルケイメロミスというネズミが生息していたが2016年に絶滅した。